# 콘투라팍툼
성악에서 콘트라팍툼(contrafactum, 또는 콘트라팍트, 복수형 콘트라팍타)은 "음악의 실질적인 변화 없이 하나의 가사를 다른 가사로 대체하는 것"이다. 이러한 "서정적 각색"의 가장 오래된 알려진 예는 9세기의 그레고리오 성가로 거슬러 올라간다.

## 분류
다른 가사를 전체적으로 대체하는 콘트라팍타의 종류는 다음과 같다.

### 다른 언어로 된 상당히 다른 가사
원래 의도를 보존하는 직접적인 번역은 "대체"로 간주되지 않을 수 있지만, 다음 노래들의 다른 언어로 다시 만들어진 가사는 상당히 다른 의미를 가진다.
- 프랑스어 노래 Ah! vous dirai-je, maman (영어: Oh! Shall I tell you, Mama)의 멜로디는 영어에서 "작은 별", "알파벳 노래", "바바 검은 양"에 사용되는 반면, 다음 모든 곡은 이 멜로디를 사용한다: 호프만 폰 팔러스레벤의 가사로 된 독일 크리스마스 캐럴 "Morgen kommt der Weihnachtsmann([[:de:{{{3}}}|독일어판]])" (산타클로스가 내일 온다), 헝가리 크리스마스 캐럴 "Hull a pelyhes fehér hó([[:hu:{{{3}}}|헝가리어판]])" (부드러운 흰 눈이 내린다), 네덜란드어 "Altijd is Kortjakje ziek([[:nl:{{{3}}}|네덜란드어판]])" (코르트야케는 항상 아프다), 스페인어 "Campanita del lugar([[:es:{{{3}}}|스페인어판]])" (작은 마을의 종), 그리스어 "Φεγγαράκι μου λαμπρό (Fengaráki mou lampró)" (나의 밝은 달), 터키어 "Daha Dün Annemizin" (어제 우리의 어머니).

- "고엽" (프랑스어 "Les Feuilles mortes", 직역하면 "죽은 잎") – 프랑스어는 자크 프레베르 (1945), 영어는 조니 머서 (1947), 음악은 조제프 코스마 (1945)[3]
- "Comme d'habitude", 음악은 클로드 프랑수아와 자크 르보, 원본 프랑스어 가사는 클로드 프랑수아와 질 티보, 영어 가사는 폴 앵카가 "마이 웨이"로 다시 썼다. 앵카가 이 노래의 영어 판권을 획득하기 전, 데이비드 보위는 같은 멜로디에 "Even a Fool Learns to Love"라는 다른 가사를 썼다.
- "For He's a Jolly Good Fellow" (영어 1800년대 중반), 프랑스어 "Marlbrough s'en va-t-en guerre" ("말버러는 전쟁에 나섰다", 1700년대)에서 유래.
- "빌헬뮈스"(또는 "헷 빌헬뮈스")는 일부가 네덜란드 왕국의 국가를 형성하는데, 같은 운명을 겪는다. 이것은 1576-77년의 거지 송북(Beggars Songbook)에서 콩데 공(Prince of Condé)과 위그노(Huguenots)가 1568년 초 샤르트르 시를 포위한 것에 대한 프랑스 노래의 멜로디로 지정된 "샤르트르의 멜로디"를 기반으로 한다. "Autre chanson de la ville de Chartres assiegee par le Prince de Condé, sur un chant nouveau"라는 제목의 이 노래가 "헷 빌헬뮈스"의 기반을 형성했다.[4]

### 음악에 맞춰진 시
세속적이거나 신성한 가사를 이미 가지고 있는 기존 멜로디에 새로운 시를 붙이는 것으로, 종종 찬송가에서 발생하며, 때로는 시간이 지남에 따라 둘 이상의 새로운 가사가 만들어지기도 한다. 예시는 다음과 같다.
- What Child Is This?의 가사는 민요 "그린슬리브즈"의 멜로디에 맞춰졌다.
- 찰스 웨슬리의 찬송가 가사 천사 찬송하기를은 윌리엄 헤이먼 커밍스에 의해 멘델스존의 구텐베르크 칸타타 Festgesang의 멜로디에 맞춰졌다.
- 찬송가 멜로디 "Dix"에는 "As with Gladness Men of Old"와 "For the Beauty of the Earth"를 포함한 여러 가사가 붙여졌다.[5]
- 클라우디오 몬테베르디의 "Quel augellin che canta"(4번째 마드리갈집)는 아퀼리노 코피니의 신성한 시 텍스트를 사용하여 "Qui laudes tuas cantat"으로 변형되었다.[6]
- 일본에서는 스코틀랜드 노래 "올드 랭 사인"(직역하면 "오래 전", "옛날")이 노래 "호타루노 히카리"(직역하면 "반딧불의 빛")라는 새로운 가사를 가지며 졸업식에서 사용된다. 또 다른 서양 노래인 "Aogeba tōtoshi"는 같은 시기(19세기 후반)에 다른 가사로 재작업되어 졸업식에서 사용되며, 때로는 "호타루"와 혼동되기도 한다.
- "Defence of Fort M'Henry"[7][8]라는 제목의 시가 인기 있는 영국 멜로디[9]에 맞춰졌고, 결국 미국의 국가가 되었다.

### 자체 재작업
작사가가 자신의 노래(또는 다른 사람의 노래)를 같은 음악에 새로운 가사로 다시 만들 수 있다. 예시는 다음과 같다.
- 앨런 제이 러너는 뮤지컬 On a Clear Day You Can See Forever의 무대 버전과 영화 버전에서 각각 "She Wasn't You / He Isn't You"라는 곡을 사용했다.
- 팀 라이스는 1976년 뮤지컬 에비타에서 "Oh What a Circus"라는 곡을 사용했다. 이 곡은 같은 쇼의 "Don't Cry for Me Argentina"와 같은 멜로디를 가지고 있다.

같은 작가가 다른 가사로 다시 쓴 다른 노래들은 다음과 같다.
- "Getting to Know You" (1951년, 뮤지컬 왕과 나에서, 원래 음악은 리처드 로저스가 2년 전 뮤지컬 남태평양을 위해 의도했던 "Suddenly Hungry and Sad"라는 곡을 위해 작곡했으며, 두 경우 모두 가사는 오스카 해머스타인 2세가 썼다.
- "Candle in the Wind" (1973년, "Goodbye Norma Jean ...")과 "Candle in the Wind 1997" ("Goodbye England's Rose ..."), 엘튼 존의 자체 재작업, 가사는 버니 토핀
- "Jealous Guy" (1971년)와 "Child of Nature" (비틀즈가 1968년과 1969년에 리허설했지만 공식적으로 녹음되지 않음), 존 레논의 자체 재작업.

### 패러디
특히 풍자적 목적을 위한 가사의 의도적인 패러디는 다음 음악 활동의 핵심이었다.
- "위어드 알 얀코빅"은 인기 음악에 풍자적인 가사를 만들었다.
- Forbidden Broadway는 뮤지컬에 풍자적인 가사를 사용했다.
- Capitol Steps는 인기 음악에 정치적 패러디를 만들었다.
- 마크 러셀도 인기 음악에 정치적 패러디를 만들었다.

콘트라팍타와 패러디 작가들은 이전 노래의 시적 운율, 운율 체계, 그리고 음악적 운율을 모방하려고 노력했다. 그들은 모델의 가사와 아이디어와 긴밀한 연결을 설정하고 그것들을 유머러스하거나 진지한 새로운 목적에 맞게 조정함으로써 더 나아갔다.
유머러스한 콘트라팍타는 특히 풍자적이지 않더라도 "패러디"라고 불릴 수 있다. 예를 들어:
- "원소들" (1959년)은 유머리스트 톰 레러의 목록 노래로, 펜잔스 해적 (1879년)의 "소장군 송"이라는 패터 송을 기반으로 한다.

### 기타
- 호주의 음악 퀴즈 쇼인 스픽스 앤 스펙스에는 "Substitute"라는 게임이 있는데, 플레이어는 뜨개질 책에서 나온 완전히 관련 없는 단어를 노래 멜로디에 맞춰 부르는 사람을 통해 인기 음악 노래를 식별해야 한다.
- 미국의 국가,[11] 영국의 국가, 러시아의 국가, 에스토니아의 국가, 네덜란드의 국가와 같은 여러 국가들은 콘트라팍타이다.

## 같이 보기
- Contrafact
- Soramimi
- 불러진 텍스트의 번역
- Musical setting
- Filk